# Число Евкліда
У математиці числа Евкліда — це ціле у вигляді En = pn# + 1, де pn# є n-им прайморіалом, тобто добутком перших n простих чисел. Вони названі на честь давньогрецького математика Евкліда у зв'язку з теоремою Евкліда про те, що простих чисел нескінченно багато.

## Приклади
Наприклад, перші три прості числа — це 2, 3, 5; їх добуток дорівнює 30, а відповідне число Евкліда дорівнює 31.
Кілька перших чисел Евкліда: 3, 7, 31, 211, 2311, 30031, 510511, 9699691, 223092871, 6469693231, 200560490131, …
```
послідовність 
A006862
 з 
Онлайн енциклопедії послідовностей цілих чисел
, 
OEIS
.
```

## Історія
Іноді хибно стверджують, що відоме доведення Евкліда нескінченності кількості простих чисел спирається на ці числа. Евклід почав не з припущення, що множина всіх простих чисел скінченна. Скоріше, він сказав: розглянемо будь-який скінченний набір простих чисел (він не припускав, що він містить лише перші n простих чисел, наприклад, це могло бути {3, 41, 53}) і прийшов звідти до висновку, що існує принаймні одне просте, яке не входить до цієї множини. Тим не менш, аргумент Евкліда, застосований до множини перших n простих чисел, показує, що n-е число Евкліда має простий множник, якого немає в цьому наборі.

## Властивості
Не всі числа Евкліда прості. E6 = 13# + 1 = 30031 = 59 × 509 — перше складене число Евкліда. Кожне число Евкліда конгруентне 3 по модулю 4, оскільки початкове число, з якого воно складається, вдвічі перевищує добуток лише непарних простих чисел і, таким чином, конгруентне 2 за модулем 4. Ця властивість означає, що жодне число Евкліда не може бути квадратом.
Для всіх n ≥ 3 остання цифра En дорівнює 1, оскільки En − 1 ділиться на 2 і 5. Іншими словами, оскільки всі початкові числа, більші за E2, мають 2 і 5 як прості множники, вони діляться на 10, тому всі En ≥ 3+1 мають останню цифру 1.

## Невирішені проблеми
Невідомо, чи існує нескінченна кількість простих чисел Евкліда (прайморіальних простих чисел).
Також невідомо, чи кожне число Евкліда є вільним від квадратів числом.

## Узагальнення
Число Евкліда другого роду (також зване число Куммера) є цілим числом виду En = pn# − 1, де pn# є n-им прайморіалом. Перші кілька таких чисел:
1, 5, 29, 209, 2309, 30029, 510509, 9699689, 223092869, 6469693229, 200560490129, … послідовність A057588 з Онлайн енциклопедії послідовностей цілих чисел, OEIS
Як і у випадку з числами Евкліда, невідомо, чи існує нескінченно багато простих чисел Куммера. Перше з цих чисел, яке є складеним, це 209.